# FIFA Women's World Player
El FIFA Women's World Player es un premi de la FIFA per a les millores jugadores femenines de futbol del any. Es lliura a la mateixa gala que el FIFA Ballon d'Or, pel que sovint és popularment conegut com la Pilota d'Or Femenina. Marta és la jugadora més premiada amb cinc trofeus consecutius.

## Palmarès
| Any  | 1a      | 2a      | 3a        | 4a        | 5a       | 6a         | 7a          | 8a        | 9a       | 10a       |
| ---- | ------- | ------- | --------- | --------- | -------- | ---------- | ----------- | --------- | -------- | --------- |
| 2001 | Hamm    | Sun     | Milbrett  | Prinz     | Fitchen  | Sissi      | Ljungberg   | Wiegmann  | Riise    | Mellgren  |
| 2002 | Hamm    | Prinz   | Sun       | Milbrett  | Pichon   | Sinclair   | Jones       | Riise     | Sissi    | Bai       |
| 2003 | Prinz   | Hamm    | Ljungberg | Svensson  | Meinert  | Wiegmann   | Moström     | Kátia     | Lingor   | Marta     |
| 2004 | Prinz   | Hamm    | Marta     | Wambach   | Lilly    | Ljungberg  | Box         | Lingor    | Svensson | Cristiane |
| 2005 | Prinz   | Marta   | Boxx      | Ljungberg | Lingor   | Domínguez  | Gulbrandsen | Minnert   | Welsh    | Smith     |
| 2006 | Marta   | Lilly   | Lingor    | Wambach   | Smith    | Rottenberg | Han         | Ma        | Moström  | Schelin   |
| 2007 | Marta   | Prinz   | Cristiane | Smith     | Wambach  | Angerer    | Lilly       | Daniela   | Lingor   | Hingst    |
| 2008 | Marta   | Prinz   | Cristiane | Angerer   | Smith    | Daniela    | Boxx        | Solo      | Sinclair | Stensland |
| 2009 | Marta   | Prinz   | Smith     | Cristiane | Grings   |            |             |           |          |           |
| 2010 | Marta   | Prinz   | Bajramaj  | Smith     | Wambach  | Ji         | Sinclair    | Solo      | Seger    | Abily     |
| 2011 | Sawa    | Marta   | Wambach   | Miyama    | Solo     | Schelin    | Garefrekes  | Morgan    | Necib    | Bompastor |
| 2012 | Wambach | Marta   | Morgan    | Sawa      | Sinclair | Lloyd      | Abily       | Miyama    | Fukumoto | Rapinoe   |
| 2013 | Angerer | Wambach | Marta     | Gössling  | Morgan   | Schelin    | Kumagai     | Ogimi     | Fischer  | Sinclair  |
| 2014 | Kessler | Marta   | Wambach   | Angerer   | Miyama   | Necib      | Kawasumi    | Boquete   | Schelin  | Fischer   |
| 2015 | Lloyd   | Sasic   | Miyama    | Solo      | Angerer  | Rapinoe    | Henry       | Le Sommer | Bachmann | Buchanan  |
| 2016 | Lloyd   | Marta   | Behringer | Marozsán  | Däbritz  | Kumagai    | Schelin     | Sinclair  | Henry    | Abily     |